# Dème de Skirítida
Le dème de Skirítida, en grec moderne : Δήμος Σκυρίτιδας / Dímos Skyrítidas, est un ancien dème du  district régional d’Arcadie, en Grèce. Depuis 2010, il est fusionné au sein du dème de Tripoli.
Selon le recensement de 2011, la population du dème compte 1 265 habitants.
La forêt de Skirítida occupe une partie importante du territoire.